# Borgo Giuseppino

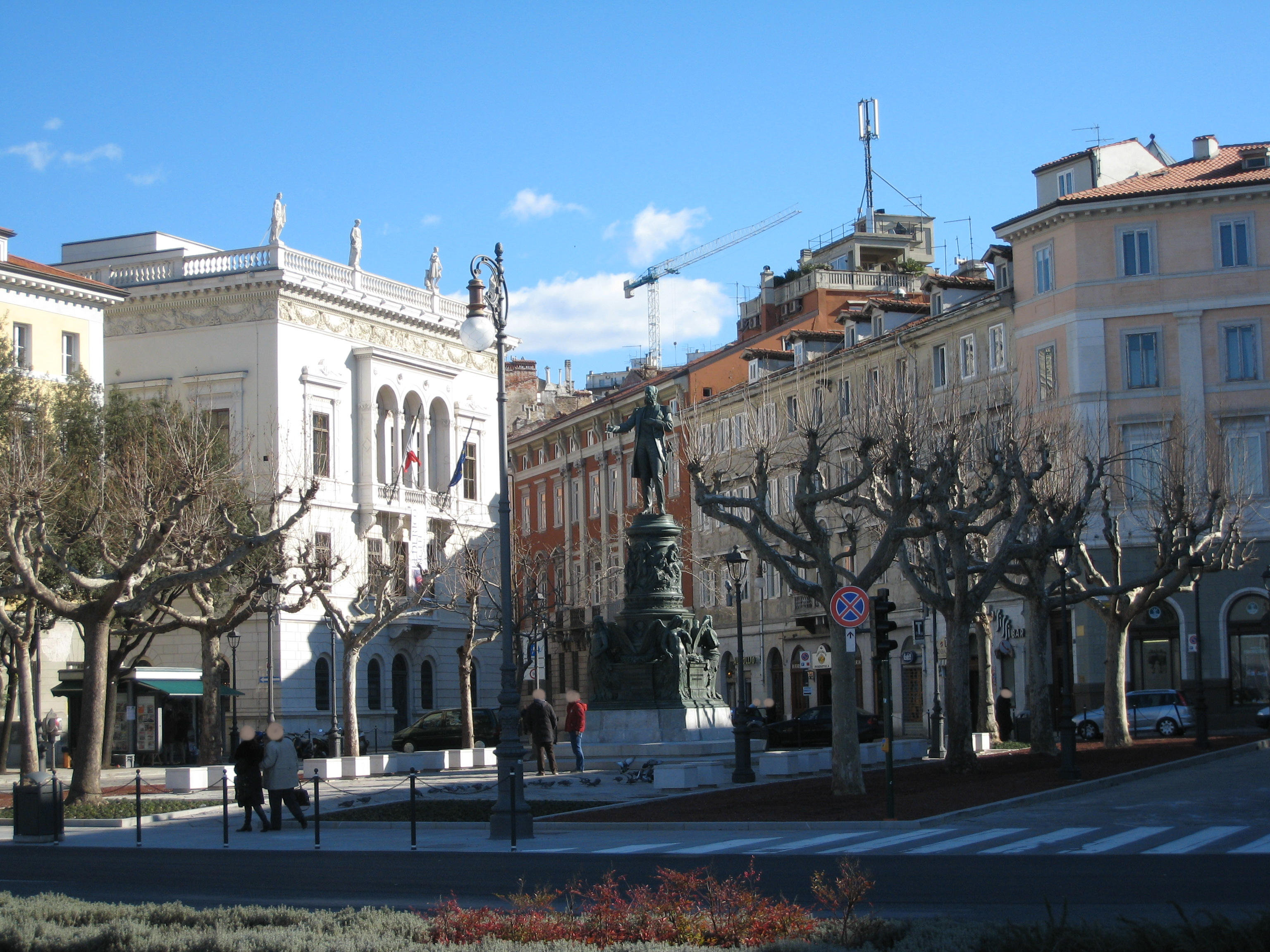
Piazza Venezia im Stadtviertel Borgo Giuseppino

Das Borgo Giuseppino ist ein Stadtviertel im Zentrum der norditalienischen Stadt Triest, das Kaiser Joseph II. am Ende des 18. Jahrhunderts erbauen ließ. Nach dem Borgo Teresiano ist das Viertel das zweite Beispiel der geplanten Ausdehnung der Stadt. Zusammen mit den Stadtteilen Borgo Teresiano, Barriera Nuova, San Vito und Città Vecchia bildet das Borgo Giuseppino heute den Verwaltungsbezirk 4 (Circoscrizione IV) der Gemeinde Triest.

## Bezeichnung
Der Name Borgo Giuseppino (Josephsvorstadt) leitet sich von dem Namen Joseph II. ab. 

## Lage und Struktur
Das Borgo Giuseppino liegt südöstlich von der Altstadt von Triest und erstreckt sich einerseits vom Hauptplatz Piazza dell’Unità d’Italia bis zum Campo Marzio und andererseits von der Uferpromenade bis zur Piazza Attilio Hortis. Zentrum des Viertels ist Piazza Venezia. 
Das Stadtviertel hat eine kreuzförmige Struktur und besteht aus linear verlaufenden Straßen, die im rechten Winkel aufeinandertreffen. 
Im Gegensatz zum Borgo Teresiano, das primär als Handelszentrum konzipiert wurde, ist das Borgo Giuseppino kleiner und vorwiegend durch öffentliche Gebäude und Plätze geprägt.

## Geschichte

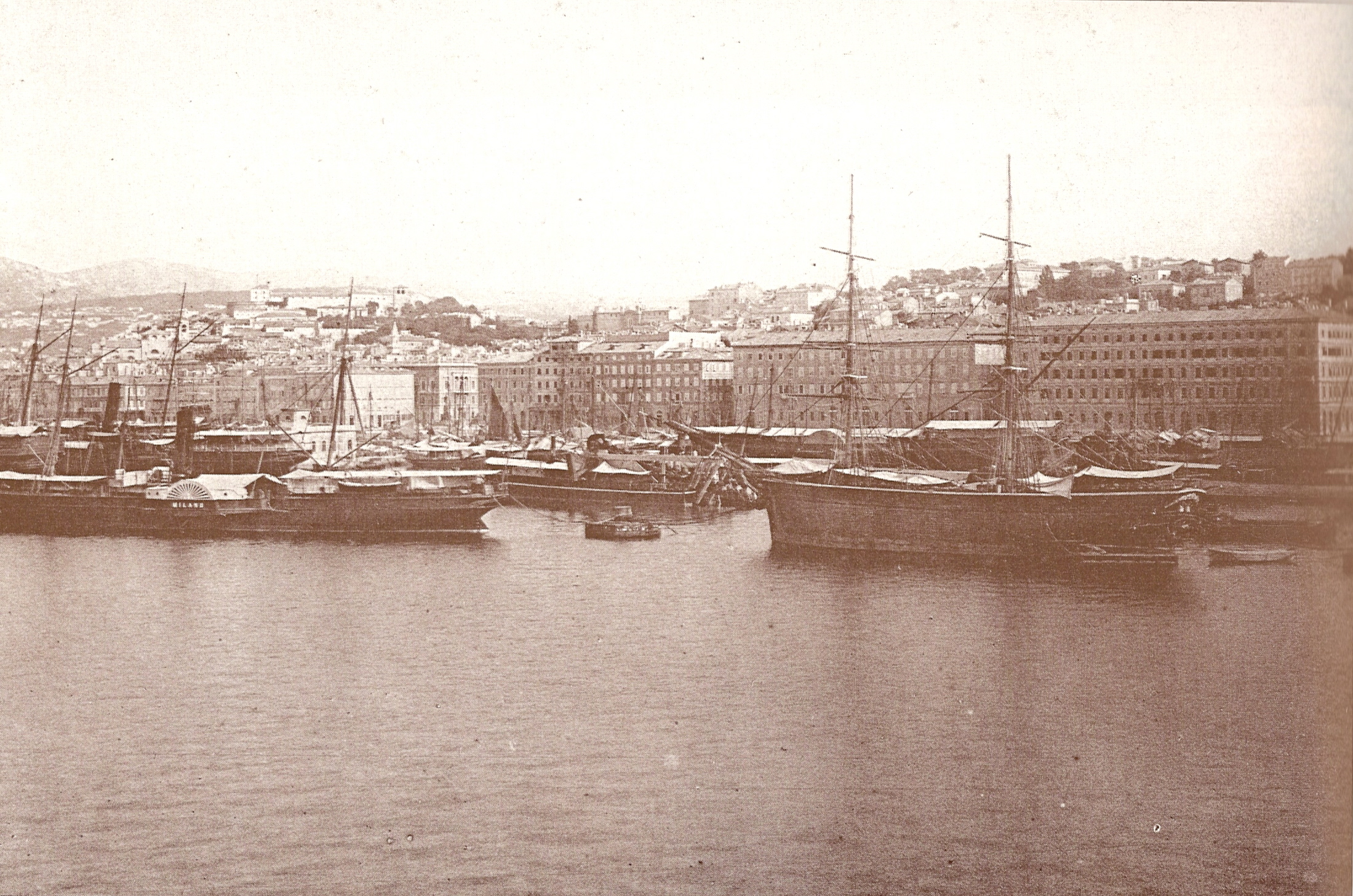
Blick auf Piazza Giuseppina, die heutige Piazza Venezia (1893)

Das Gebiet östlich von der Piazza Grande befand sich bis Mitte des 18. Jahrhunderts außerhalb der Stadtmauer. Zum Großteil im Besitz von verschiedenen Ordensgemeinschaften war die Gegend den Heiligen Märtyrern (italienisch Santi Martiri) geweiht. 
Als Joseph II. in Österreich ab 1782 die Aufhebung zahlreicher Klöster veranlasste, die im volkswirtschaftlichen Sinne unproduktiv waren, wurde der Besitz der ansässigen Ordensgemeinschaften zwischen 1785 und 1788 vom österreichischen Staat enteignet und wurden Teile der Klöster niedergerissen. Lediglich die Kirche Beata Vergine del Soccorso an der heutigen Piazza Attilio Hortis blieb erhalten. 
Die gewonnenen Gebiete wurden von Joseph II. genutzt, um die unter seiner Mutter Maria Theresia begonnene geplante Erweiterung der Stadt fortzuführen und somit die ökonomische und demografische Entwicklung von Triest zu fördern. 1788 wurde mit dem Bau des neuen Viertels begonnen, das zu Ehren des Kaisers zunächst Città Giuseppina genannt wurde und später den Namen Borgo Giuseppino (Josephsvorstadt) erhielt.

## Bedeutende Bauwerke und Orte

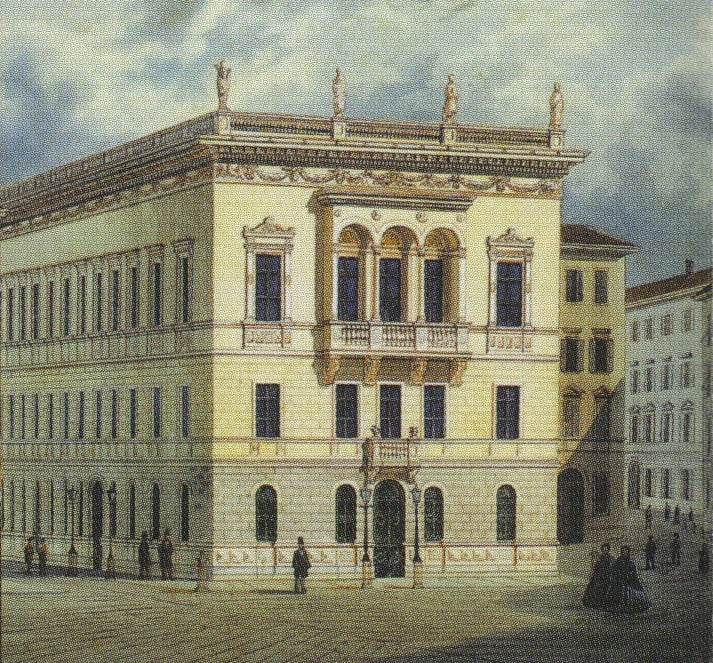
Palazzo Revoltella (1865)

- Beata Vergine del Soccorso: katholische Kirche an der Piazza Attilio Hortis mit Ursprung aus dem 13. Jahrhundert
- Molo Sartorio
- Palazzo Biserini: Prachtbau an der Piazza Attilio Hortis aus dem 19. Jahrhundert, in dem öffentliche Einrichtungen wie die Stadtbibliothek Biblioteca Civica Attilio Hortis und das städtische Naturkundemuseum Museo di Storia Naturale untergebracht sind
- Palazzo Revoltella: ehemaliger Stadtpalast von Pasquale Revoltella an der Piazza Venezia, in der sich heute die gleichnamige Galerie für Moderne Kunst befindet
- Villa Sartorio: ehemalige Wohnstätte der Familie Sartorio, in dem heute das Museum Sartorio untergebracht ist